# Heinkel HE 1
Le Heinkel HE 1 était un hydravion à flotteurs polyvalent, monoplan à aile basse, biplace. Il a été conçu en 1921 par l'ingénieur aéronautique allemand Ernst Heinkel chez Caspar-Werke. Il a d'abord reçu la désignation de Caspar S 1. Mais en 1922, après la fin de la collaboration entre Caspar et Heinkel, qui s'est lancé à son compte comme constructeur, l'avion a été rebaptisé Heinkel HE 1 : le premier avion fabriqué sous ce nom. Il a également été produit sous licence en 1921 en Suède par Svenska Aero AB pour la Marine royale suédoise. Il y était désigné Svenska S.2. 

Le HE 1 était propulsé par un moteur Maybach Mb.IVa de 240 ch (179 kW). Un exemplaire fut motorisé, pour essai, avec un Siddeley Puma.

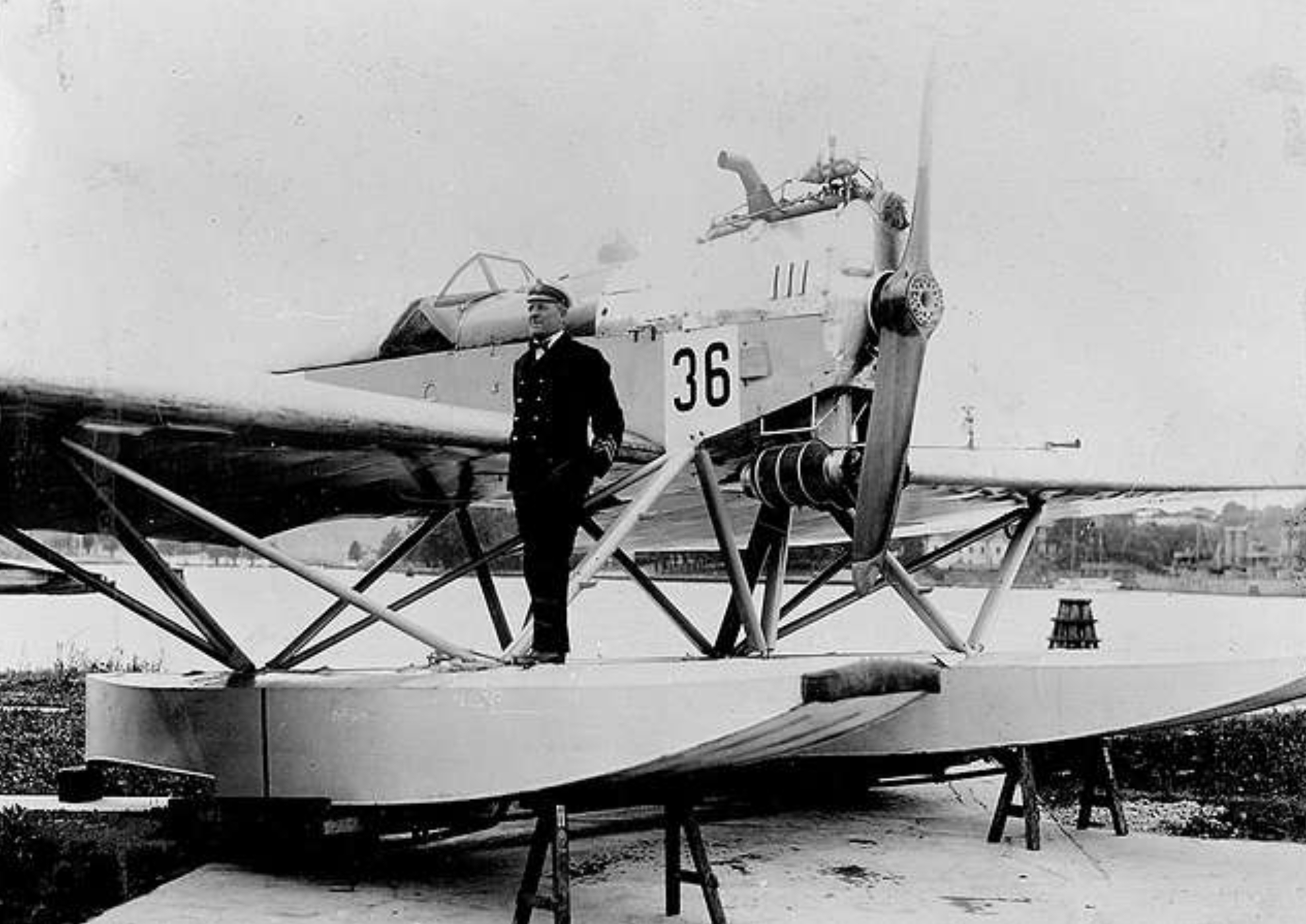
Un Svenska S.2 (Heinkel HE 1) de la flottille aérienne de Roslagen, Suède (1927).

## Opérateurs
Suède
- Marine royale suédoise
- Force aérienne suédoise